# ملنکی
شهر ملنکی (به روسی: Меленки) در کشور روسیه و در اوبلاست ولادیمیر واقع شده‌است.